# آلن هودگکینسون
آلن هودگکینسون (به انگلیسی: Alan Hodgkinson) زادهٔ ۱۶ اوت ۱۹۳۶ بازیکن فوتبال اهل انگلستان که سابقهٔ بازی در تیم ملی فوتبال انگلستان را در کارنامهٔ خود دارد. وی در تاریخ ۶ آوریل ۱۹۵۷ نخستین بازی ملی خود را در مقابل تیم ملی فوتبال اسکاتلند انجام داد و با حضور در ۵ بازی ملی، در تاریخ ۲۳ نوامبر ۱۹۶۰ واپسین بازی ملی‌اش را در برابر تیم ملی فوتبال ولز برگزار کرد.